# Yannick Carrasco
Yannick Ferreira Carrasco (* 4. září 1993 Ixelles) je belgický profesionální fotbalista, který hraje na pozici křídelníka za saúdskoarabský klub Aš-Šabab FC a za belgický národní tým. Má i španělský a portugalský pas.
V roce 2016 ve finále Ligy mistrů UEFA proti Realu Madrid dal vyrovnávající gól Atlética Madrid, který však porážce po penaltách nezabránil.

## Klubová kariéra

### AS Monako
Monako se na podzim roku 2014 probojovalo ze skupiny Ligy mistrů, načež narazilo v osmifinále na Arsenal. Právě Arsenalu Carrasco vstřelil svůj první gól v této soutěži, když na soupeřově hřišti zvyšoval na konečných 3:1 ve čtvrté minutě nastaveného času. Trenér Leonardo Jardim jej vyslal na trávník v 75. minutě namísto autora druhého gólu Dimitara Berbatova.
Monako postoupilo do čtvrtfinále, kde bylo vyřazeno Juventusem.

### Atlético Madrid
Ve své první sezóně si zahrál finále Ligy mistrů, ale jeho gól nestačil na poražení městského rivala Realu Madrid.
Ve své druhé sezóně zaznamenal hattrick proti Granadě v říjnovém ligovém utkání. Atleti nad Granadou vyhráli 7:1.

### Ta-lien I-fang
V čínském klubu Ta-lien I-fang působil dva roky.

### Atlético Madrid (návrat)
Začátkem roku 2020 se vrátil do Atlética hostovat a v září 2020 přestoupil do madridského klubu natrvalo. Podepsal čtyřletou smlouvu.
V rámci 10. kola La Ligy vstřelil jediný gól utkání mezi Atléticem a Barcelonou a posunul tým na čelo španělské ligové tabulky.

## Reprezentační kariéra
Carrasco reprezentoval Belgii v mládežnických kategoriích U15, U17, U18, U19 a U21.
V A-mužstvu Belgie debutoval 28. 3. 2015 v kvalifikačním utkání v Bruselu proti týmu Kypru (výhra 5:0).
Trenér Marc Wilmots jej nominoval na EURO 2016 ve Francii, kde byli Belgičané vyřazeni ve čtvrtfinále Walesem po porážce 1:3. Nastoupil ve všech pěti zápasech svého mužstva na šampionátu a vstřelil jednu branku (v osmifinále proti Maďarsku).

### Reprezentační góly
Góly Yannicka Ferreiry Carrasca za A-mužstvo Belgie
| 01                 | 26. 6. 2016 | Stadium municipal, Toulouse, Francie | Maďarsko | 00:40(90+1.) | 0:4 | EURO 2016 |
| Platí k 3. 7. 2016 |             |                                      |          |              |     |           |